# Annalisa Drew
Pour les articles homonymes, voir Drew.
Annalisa Drew, née le 28 mai 1993, est une skieuse acrobatique américaine spécialiste du half-pipe.

## Biographie
En mars 2016, elle obtient son premier podium en Coupe du monde à Tignes.
Elle termine quatrième de la finale du half-pipe aux Jeux olympiques d'hiver de 2018.

## Palmarès

### Jeux olympiques d'hiver
- Sotchi 2014 : 9e.
- Pyeongchang 2018 : 4e.

### Championnats du monde
- 9e du half-pipe en 2013.
- 4e du half-pipe en 2017.

### Winter X Games
- Médaille de bronze en superPipe en 2016 à Aspen.

### Coupe du monde
- Meilleur classement général : 17e en 2017.
- Meilleur classement du half-pipe : 3e en 2017.
- 2 podiums.